# Albert Wilkening
Albert Wilkening (* 5. Februar 1909 in Wittenberg; † 24. Juli 1990 in Stahnsdorf) war ein deutscher Hochschullehrer und langjährig in leitender Position in der Filmwirtschaft der DDR tätig.

## Lebensweg bis 1945
Der Sohn des Apothekers Friedrich Wilkening und dessen Frau Clara, geborene Schellhorn, wuchs ab 1914 in Heidelberg auf.
Nach dem Abitur studierte er Ingenieurs- und Rechtswissenschaften an der Technischen Hochschule München. 1932 schloss er hier als Diplomingenieur für Elektrotechnik ab, 1934 wurde er in Heidelberg promoviert.
Wilkening war seit 1934 Patentingenieur bei der AEG in Berlin und beriet dort seit 1936 den Vorstand bei internationalen Patentfragen.
Wilkening war in der Zeit des Nationalsozialismus Mitglied der SA im Rang eines SA-Scharführers. Während des Zweiten Weltkriegs war er Gruppenleiter im Reichsministerium für Rüstung und Kriegsproduktion.
Am 16. Mai 1945 wurde er von der Sowjetischen Militäradministration zum Oberstaatsanwalt im Bezirk Berlin-Treptow ernannt.

## Tätigkeiten in der Filmproduktion der DDR
Albert Wilkening wurde am 1. Dezember 1945 zum Kommissarischen Leiter der Tobis Filmkunst im Filmatelier von Berlin-Johannisthal ernannt. Am 8. August 1946 wurde das Atelier von der neu gegründeten DEFA gepachtet und Wilkening wurde Technischer Direktor der DEFA. Im April 1948 wurde er Produktionschef und damit für die künstlerische Gestaltung und Technik der Produktion, insbesondere für die Materialbeschaffung, zuständig. Außerdem leitete er das Forschungsinstitut der DEFA.
Am 1. Oktober 1952 wurde Wilkening Direktor für Produktion und Technik am Filmstudio Babelsberg. Von 1956 bis 1961 hatte er kommissarisch die Gesamtleitung des Filmstudios inne. 1969 wurde er Hauptdirektor am Filmstudio Babelsberg, ein Amt, das er bis zu seiner Pensionierung am 31. Dezember 1976 bekleidete.
In seiner leitenden Funktion hatte er auch Einfluss auf die Auswahl und Gestaltung der Drehbücher und Filmproduktionen. So war Wilkening an der Ablehnung von Ulrich Plenzdorfs Vorhaben, Die neuen Leiden des jungen W zu verfilmen, beteiligt.

## Hochschullehre und Veröffentlichungen
Wilkening, der sich seit 1954 am Aufbau der Deutschen Hochschule für Filmkunst beteiligt hatte, wurde dort 1957 Professor und war bis 1970 Leiter der Fachrichtung Kamera.
Wilkening veröffentlichte zahlreiche filmtechnische und filmgeschichtliche Artikel, insbesondere in der von ihm 1948 gegründeten Zeitschrift „Bild und Ton“, die er als Herausgeber leitete.

## Politische Ämter
1977 wurde Wilkening zum Präsidenten des Film- und Fernsehrates der DDR ernannt. Er war auch Mitglied des Präsidialrates des Kulturbundes, Mitglied der UNESCO-Kommission der DDR, Vizepräsident der UNIATEC (Internationale Union der filmtechnischen Verbände) und Vorstandsmitglied des Verbandes der Film- und Fernsehschaffenden der DDR.

## Privatleben

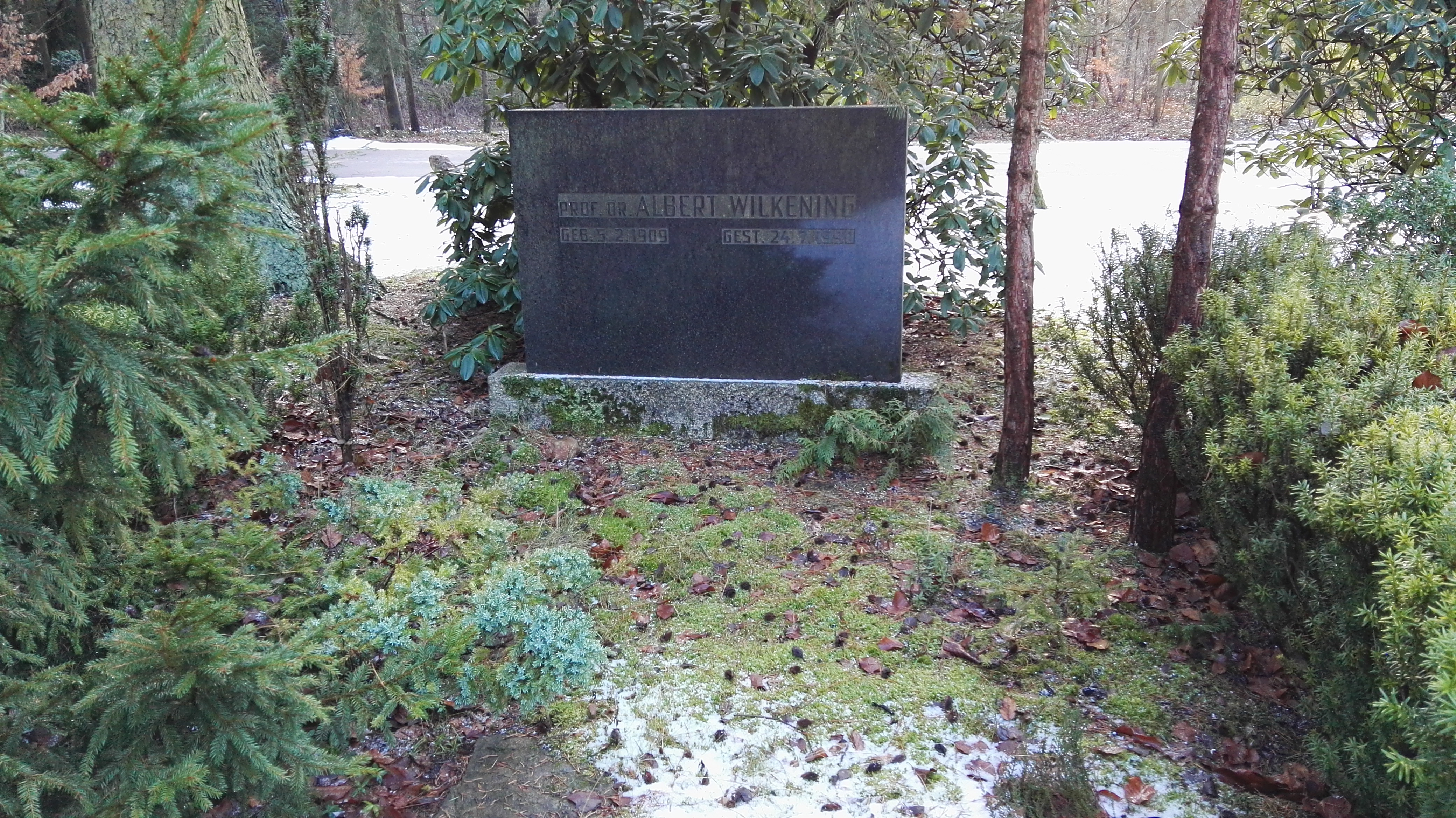
Grabstätte

Albert Wilkening war in zweiter Ehe mit der Pianistin und Rundfunkredakteurin Melitta Bolz verheiratet. Er hatte insgesamt fünf Kinder. Sein Sohn Bernd Wilkening wurde Produktionschef beim DDR-Fernsehen. Sein Sohn Thomas Wilkening war Fernsehproduzent.
Albert Wilkenings Grabstätte befindet sich auf dem Südwestkirchhof Stahnsdorf im Block Schöneberg, Feld 3, Wahlstelle 3.

## Nachruf
Angelika Mihan von der Zeitung Märkische Allgemeine vermerkte am 6. Februar 2009 zu einer Feier anlässlich des 100. Geburtstages Wilkenings:
„Albert Wilkening war eine rare Spezies in der DDR: ein hochgebildeter Bürgerlicher mit kommunistischen Ansichten, eine souveräne Schlüsselfigur, ja fast ein Patriarch. Fast 40 Jahre engagierte er sich für die Defa und ihre Filme. So sprachen denn auch viele Zeitzeugen, Freunde und Weggefährten [auf einer Gedenkveranstaltung anlässlich seines 100. Geburtstages] in den höchsten Tönen von dem Mann, der sie maßgeblich geprägt hatte. Von seinem Humor, seinem Lächeln, seiner Eleganz, von seinem Zuhörenkönnen, ob nun als Technischer Direktor, Produktionschef oder als Hauptdirektor des Spielfilmstudios. Oder einfach als Freund.“
Insgesamt waren die Stimmen zu Wilkening anlässlich dieser von der DEFA-Gesellschaft und dem Filmmuseum Potsdam veranstalteten Feiern in der regionalen Presse überwiegend positiv, während die überregionale Presse hierüber nicht berichtete.
Schwerpunkt von Nachrufen auf Wilkening, auch nach dem Erscheinen der von Michael Grisko herausgegebenen Biographie 2012, war das Wirken in der DEFA inklusive der unterschiedlichen Rollen bei der Bewertung systemkritischer Stoffe.

## Auszeichnungen
- 1951: Held der Arbeit
- 1959: Vaterländischer Verdienstorden in Bronze
- 1966: Johannes-R.-Becher-Medaille in Gold
- 1969: Vaterländischer Verdienstorden in Silber
- 1973: Internationaler Interkamera Preis
- 1974: Vaterländischer Verdienstorden in Gold
- 1984: Stern der Völkerfreundschaft in Gold
- 1989: Ehrenspange zum Vaterländischen Verdienstorden in Gold